# 12298 Brecht
A 12298 Brecht (ideiglenes jelöléssel 1991 PL17) a Naprendszer kisbolygóövében található aszteroida. Freimut Börngen fedezte fel 1991. augusztus 6-án.
Nevét Bertolt Brecht (1898 – 1956) német költő után kapta.